# 陳統民
陳統民，台灣銀行界人物，2012年11月1日任高雄銀行董事長，任職滿三年後於2015年11月20日卸任。陳統民曾任臺灣土地銀行副總經理，負責土銀企業再造工程的規劃與執行、成立六大區域中心的專業分工、作業效率提升等。